# 赵雄
赵雄（1129年—1194年1月11日），字温叔，资州（今四川省资中县）人，南宋政治人物。
隆興元年（1163年）赵雄考省试第一。乾道五年（1169年），任秘书省正字。论恢复北宋故土，被宋孝宗所赏识，擢升为中书舍人。出使金国，铮铮铁骨不辱命，金人称他为“龙斗”。赵雄上疏仿效秦制六国之势来图谋恢复中原。淳熙二年（1175年），宋孝宗召赵雄为礼部侍郎，历任端明殿学士、签书枢密院事。淳熙五年（1178年）三月己未，拜参知政事，十一月丁丑，进位右丞相。每进见皇帝，必称“二帝在沙漠”。绍兴府知府张津献四十万缗羡余，赵雄奏请降旨绍兴，以这四十万缗钱取代百姓田税和身丁税所折帛钱之半。有人说他偏袒同乡，于是淳熙八年（1181年）八月庚戌，赵雄罢相放外任，任观文殿大学士、四川制置使、知泸州，后知江陵府（治今湖北省荆州市）。他修建江陵城，使百姓免受敌扰。宋光宗即位，赵雄上万言书，力陈修身齐家以正朝廷之道。任武宁军节度使、开府仪同三司，爵卫国公，在湖北为帅。得病后，改判资州、潼川府（治今四川省三台县）、隆兴府（治今江西省南昌市）。绍熙四年（1193年）十二月庚戌，赵雄去世，赠少师。嘉定二年（1209年），谥号文定。赵雄喜欢喝酒，饮量超人。

## 延伸阅读
[在维基数据编辑]
 《宋史·卷396》，出自脱脱《宋史》